# 俄罗斯联邦武装力量总参谋部

俄罗斯联邦武装力量总参谋部徽标

俄罗斯联邦武装力量总参谋部（俄语：Генеральный штаб Вооружённых сил Российской Федерации, Генштаб，Genshtab），是在俄罗斯联邦国防部之下领导指挥俄罗斯联邦武装力量的中枢机构。

## 组织机构
- 总参通信总局[1]
- 总参作战总局（英语：Main Operational Directorate of the General Staff of the Russian Armed Forces）[1]
  - 战略规划局
  - 战役训练局
  - 核力量局
  - 部队控制局
  - 军兵种局
  - 指挥系统和指挥所局
  - 伪装局
- 总参情报总局[1]
  - 第一局 欧洲大陆
  - 第二局 美洲英澳新
  - 第三局 亚洲
  - 第四局 非洲
  - 第五局 部队侦察
  - 第六局 无线电侦察
  - 第七局 北约
  - 第八局 其他国家
  - 第九局 军事技术
  - 第十局 军事经济
  - 第十一局 军备控制
  - 第十二局 战略核力量
  - 干部局
  - 航天侦察局
  - 业务-技术局
  - 行政-技术局
  - 对外联络局
  - 政策局
  - 档案局
  - 信息勤务局
  - 信息分发局
  - 军事外交学院
- 总参组织动员总局（英语：Main Organizational-Mobilizational Directorate of the General Staff of the Russian Armed Forces）[1]
- 无线电电子作战部队主任局[1]
- 总参军事测绘主任局[1]
- 陆军总司令部[1]
- 海军总司令部[1]
- 空军总司令部[1]
- 空天防御兵司令部[1]
- 战略火箭兵司令部[1]
- 空降兵司令部[1]
- 战役训练局[1]
- 总参第8局（俄语：Восьмое управление Генерального штаба Вооружённых сил Российской Федерации）[1]
- 总参第12总局（英语：12th Chief Directorate）[1]：负责核武器的存储与试验
- 军务和服役安全局[1]
- 三防总局[1]
- 工兵总局[1]
- 深海研究总局[1]
- 中央指挥所[1]
- 总参水文气象局[1]
- 总参无人飞行器系统建设发展局
- 国防部核和辐射安全国家安全监督局
- 国防部国际条约管理局

## 延伸阅读
- Zakharov, M.V. General Staff in the pre-war years, Moscow, Voenizdat., 1989 (chapter 6) （页面存档备份，存于）